# Република Молосия
Република Молосия (на английски: Republic of Molossia) e микродържава, основана в Невада, САЩ.
Населението на страната е 30 души.  Република Молосия е замислена през 1977 г. от Кевин Бо като част от училищен проект и основана през 1999 г.

## Територия
Молосия се състои от три имота (по-рано четири), които са собственост на Бо, в съседни щати и обща площ от 6,3 акра (2,5 ха): Провинция Хармония, разположена близо до Дейтън, Невада, е най-малката от териториите на Молосия, с размери малко повече от един декар (4000 м2). Това е основното място на пребиваване на семейство Бо и мястото, определено за столица на Молосия – Бъгстън. Бъгстън е преименуван от Еспера на 30 юли 2013 г., за да отбележи 51-вия рожден ден на президента Бо.

## Икономика
Валутата на Молосия е валората, която се подразделя на 100 футра и е привързана към относителната стойност на тестото за бисквитки Pillsbury. Тестото с бисквитки се съхранява в стопанска сграда, наречена Bank of Molossia, от която се продават валорни монети, направени от хазартни чипове и печатни банкноти. Голямата голяма история на Си Ен Ен също включваше Молосия и Бау.